# Afro-Aziatische talen
Talen van de Afro-Aziatische taalfamilie worden in grote delen van het Midden-Oosten, de Hoorn van Afrika en Noord-Afrika gesproken. Sommige van deze talen behoren tot de oudste geschreven talen in de wereld, maar de verschillende takken waren al uiteengewaaierd voor het schrift werd uitgevonden.
Hoewel de verwantschap taalkundig wel aantoonbaar is, zijn er daarom weinig kenmerken die alle talen van de groep nog gemeen hebben, hoewel de meeste wel een vrouwelijke uitgang op -t kennen.
In 1876 kwam Friedrich Müller met de hypothese van een Hamito-Semitische taalfamilie, met aan de ene kant de Semitische talen als Hebreeuws, Arabisch en Aramees en in de Hamitische tak talen als Berbers, Egyptisch en Somalisch. Marcel Cohen (1950) verwierp het idee van een aparte 'Hamitische' groep als één geheel tegenover de Semitische. Dat werd bevestigd door het werk van Joseph Greenberg, die in zijn boek The Languages of Africa (1963) de zes subfamilies zoals we die nu kennen onderscheidde, en die tegelijk een nieuwe naam voor de familie voorstelde: Afro-Aziatisch. Die naam is de meest gebruikte tot op heden.

## Oorsprong

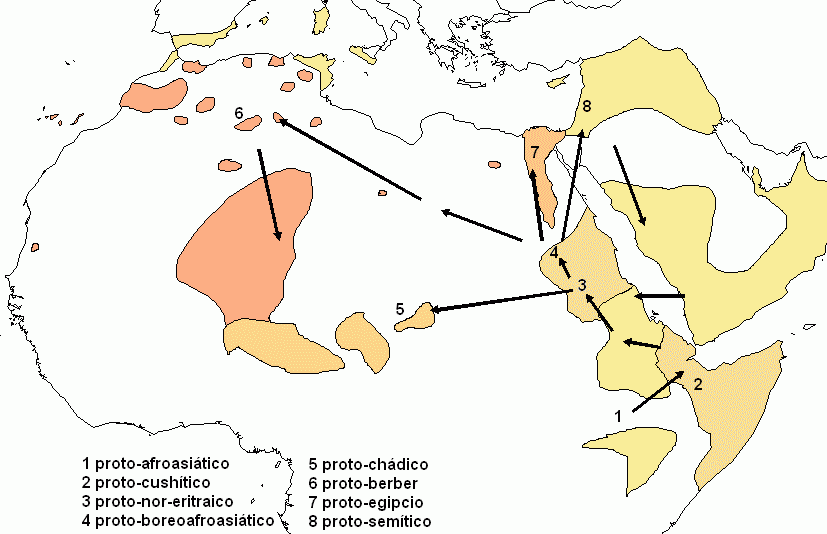
Kaart van de verspreiding van de Afro-Aziatische talen

Over het oorsprongsgebied van de Afro-Aziatische talen bestaan meerdere theorieën. In het verleden was met name een oorsprong in Zuidwest-Azië de meest gangbare. De grootste diversiteit van Afro-Aziatische talen bevindt zich echter in Afrika, hetgeen leidde tot ingewikkelde migratietheorieën om dit te verklaren. 
Aan het begin van de 21e eeuw gaat men dan ook toenemend uit van een Noordoost-Afrikaanse oorsprong, waarbij alleen de semitische tak via de Sinaï naar West-Azië migreerde.

## Dynamisme
De Afro-Aziatische talen vertonen een specifiek dynamisme:
- Heel wat talen uit deze tak, die een cruciale rol hebben gespeeld in de vorming van een vroegere beschaving, zijn verdwenen: Akkadisch, Fenicisch, Oudegyptisch.
- Oorspronkelijk kleine taaltjes of dialecten hebben een enorme expansie gekend, en zijn gegroeid tot belangrijke talen met een ruime verspreiding: Arabisch.
- Waar een taal wordt gesproken, verschuift in deze tak vaak: Zuid-Arabisch werd oorspronkelijk gesproken in Zuid-Arabië (Jemen).
- Het gebeurt ook al eens dat een taal wordt herboren: het Hebreeuws was tot de 19e eeuw, grotendeels, een interrabbijns communicatiemiddel en/of een liturgische taal, nu de officiële taal van Israël.

- Egyptisch (geschreven vanaf ca. 3250 v.Chr.als oudste woorden op kruik- en kistlabels uit een leidersgraf te Abydos)
  - Oud-Egyptisch als: Ouderijks Egyptisch, Middelegyptisch, Laat-Egyptisch en Demotisch)
  - Oud-Koptisch en Jong-Koptisch (tot 16e eeuw gesproken, nu alleen kerktaal)
- Semitische talen
  - Proto-Semitisch, uitgestorven taal
    - Oost-Semitisch
      - Akkadisch (de Semitische taal die het Soemerisch verdrong)
        - Assyrisch
        - Babylonisch

    - West-Semitisch
      - Centraal Semitisch
        - Noordwest-Semitisch
          - Kanaänitisch
            - Hebreeuws
            - Amarna-Kanaänitisch
            - Fenicisch
              - Punisch

            - Moabitisch
            - Ammonitisch
            - Edomitisch

          - Amoritisch
          - Ugaritisch
          - Aramees
            - West-Aramees (nog gesproken in een paar dorpjes bij Damascus)
            - Oost-Aramees

        - Arabisch

      - Zuid-Semitisch
        - Zuid-Arabisch
        - Ethiopisch
          - Amhaars
          - Tigrinya
- Koesjitische talen
  - Ca. 40 talen die gesproken worden door ca 40-50 miljoen in Ethiopië, Somalië en Noord-Kenia
    - Afar (1,2 miljoen sprekers)
    - Oromo (vroeger Galla) (20-25 miljoen sprekers)
    - Somalisch (20-22 miljoen sprekers)
- Omotische talen
  - Ca. 1,5 miljoen sprekers van 40 dialecten in de Omovallei in Ethiopië. Mogelijk is dit een zijtak van de Koesjitische talen
- Berber
  - Ongeveer 20 miljoen sprekers, waarvan veel in Marokko en Algerije.
    - Proto-Berbers, uitgestorven prototaal
      - Noordelijk Berbers (soms 'Tamazight')
        - Tashelhiyt
        - Tarifit (Riffijns)
        - Midden-Atlas Berbers (Tamazight)
        - Kabylisch (Noord-Algerije ten oosten van Algiers)

      - Toeareg (Tamasheq/Tamajaq/Tahahaq)
      - Zenaga (Mauritanië/Senegal)
      - Siwi (in de Siwa-oase in West-Egypte)
      - Ghadamsi (in Ghadames, in het westen van Libië)
- Tsjadische talen
  - Deze talen worden door zo'n 135 miljoen mensen gesproken in Afrika ten zuiden van de Sahara, en ten westen, zuiden en oosten van het Tsjaadmeer
    - West-Tsjadische talen
      - o.a Hausa

    - Biu-Mandaratalen
    - Oost-Tsjadische talen
    - Masatalen